# Mateusz Bochnak
Mateusz Bochnak (ur. 11 lutego 1998 w Szczecinie) – polski piłkarz występujący na pozycji prawego pomocnika w polskim klubie Miedzi Legnica.

## Życiorys
Mateusz Bochnak uradził się 11 lutego 1998 roku w Szczecinie. Jest wychowankiem akademii piłkarskiej Pogoni Szczecin. W 2016 roku został zgłoszony do drugiej drużyny swojego klubu. Rok później został przesunięty do pierwszego zespołu lecz nie wystąpił w nim ani razu. W 2018 roku został wypożyczony do siedleckiej Pogoni. Po powrocie z wypożyczenia przeniósł się w ramach darmowego transferu do klubu Błękitni Stargard. Po 2 latach trafił do Chrobrego Głogów. W styczniu 2023 roku przeniósł się do Cracovii grającej w Ekstraklasie. 